# Pařížská obchodní burza
Pařížská obchodní burza (francouzsky Bourse de commerce de Paris) je kruhová budova v Rue de Viarmes, ve čtvrti Halles v 1. pařížském obvodu, ve které sídlila stejnojmenná instituce. Ta byla do roku 1885 umístěna v Palais Brongniart. V roce 2021 zde byl zřízen výstavní prostor pro Collection Pinault.

## Historie
Přibližně v místě, kde dnes stojí budova burzy, se nacházel Hôtel de Soissons, který se posléze dostal do majetku francouzských králů. V roce 1740 nemovitost koupil pařížský prévôt a budovy byly strženy v roce 1748. Dochoval se pouze Medicejský sloup, který stál na nádvoří.
Král Filip II. August založil v Paříži trh, kam se vozilo obilí z Luzarches po silnici a obilí z regionu Brie na člunech, které přistály v Port au Blé, poblíž radnice. Pro zajištění větší efektivity obchodu s obilím, které tvořilo v 18. století významnou komoditu, byla plánována výstavba nové obilní haly. Pro ni byly vyhlédnuty pozemky bývalého paláce Soissons kvůli jejich blízkosti k Seině, po které připlouvaly lodě naložené obilím.
Bratři Bernard a Charles Oblinové založili společnost s podporou generálního kontrolora Jeana Moreau de Séchelles a prévôta Jean-Baptisty de Pontcarré de Viarmes navzdory námitkám pařížského parlamentu. Bratři Oblinové plánovali postavit rozlehlou halu, zřídit okolní ulice a postavit tam budovy, z jejichž pronájmu by se provoz financoval. Plánovali také vytvoření vodárny na planině Ivry.
O stavbu haly a jejího okolí se v letech 1763-1767 zasloužil architekt Nicolas Le Camus de Mézières. Stejně jako ostatní architekti své doby obdivoval starobylé kruhové budovy Pantheonu a Kolosea. Pozemek tvořil nepravidelný pětiúhelník. Obchodníci byli přizváni k návrhu budovy. Někteří preferovali nádvoří, kde by denní světlo umožňovalo posoudit kvalitu zboží, zatímco jiní poukazovali na výhody kryté budovy, která chrání před povětrnostními vlivy. Le Camus se rozhodl pro budovu s prstencovým půdorysem o obvodu 122 m, s 25 arkádami. Prostřední část tak zůstala otevřená pod širým nebem, zatímco dvě soustředné galerie, otevřené ven 24 arkádami a zakryté klenbami podepřenými toskánskými sloupy tvořily bezpečný úkryt.
V galeriích se nacházely prostory pro policii, kontrolu vah a mír a statistiku. V prvním patře byly rozlehlé sýpky s cihlovými klenbami a přístupné po dvou točitých schodištích, z nichž jedno mělo dvojitou rotaci jako na zámku Chambord, takže administrativní pracovníci a obchodníci nemuseli přecházet přes vrátného.
Nejprve se zvažovalo přesunutí astronomického sloupu Cosima Ruggieriho do středu budovy, ale od toho bylo upuštěno. Byla přidána fontána a sluneční hodiny, které navrhl astronom Alexandre Guy Pingré. Kolem trhu s obilím byla vymezena kruhová ulice (dnešní Rue de Viarmes), z níž vycházelo pět dalších ulic. Na severu bylo malé kruhové náměstí, které zajišťovalo spojení s rozlehlým nádvořím před kostelem svatého Eustacha. Okolo vznikla čtvrť s hustou sítí obydlí kolem úzkých dvorů.
Vnitřní nádvoří bylo původně ponecháno otevřené, což ale bylo na újmu uloženého obilí. Mezi zářím 1782 a lednem 1783 jej proto architekti Jacques-Guillaume Legrand a Jacques Molinos zakryli dřevěnou kupolí, kterou vytvořil tesařAndré-Jacob Roubo. Kopule představovala kvalitu dřevěné konstrukce navržené Philibertem Delormem v 16. století. Krov tvořily jedlové trámy, pokryté pocínovanými měděnými a olověnými pásy. Byla vysoká 38 m a zakončena železnou lucernou.
Stavbu obdivoval také Thomas Jefferson, tehdejším velvyslanec Spojených států v Paříži.
Kupoli zničil požár v roce 1802. Její rekonstrukcí byli v letech 1806-1811 pověřeni architekt François-Joseph Bélanger a inženýr François Brunet. Byla vyrobena z litiny a původně pokryta měděnými plechy, které byly v roce 1838 nahrazeny sklem. Použití litiny a mědi z něj udělalo avantgardní dílo, které Victor Hugo přirovnal k žokejské čepici.
V roce 1854 byla budova znovu zpustošena požárem. Obilní tržnice, jejíž činnost stále klesala, byla v roce 1873 uzavřena a budova byla v roce 1885 přidělena Obchodní komoře, která ji nechala přeměnit na burzu, která dříve sídlila v prostorách Brongniartova paláce. Stavební úpravou byl pověřen architekt Henri Blondel. Upravil litinovou a skleněnou kopuli (přestavěnou na vyšší, s novou podlahou a mezipatrem) a spodní část nechal vyzdít. Průčelí zdobí korintské sloupy a novorenesanční alegorické plastiky. Vnitřek kupole zdobí monumentální freska. Staré dvojité točité schodiště bylo zachováno.
Komplex byl slavnostně otevřen dne 24. září 1889 v rámci Světové výstavy. Město Paříž převedlo vlastnictví budovy na Obchodní komoru za symbolický jeden frank v roce 1949. Kupole a výzdoba jsou od roku 1986 chráněny jakohistorická památka. Hlavní restaurátorské práce byly provedeny v roce 1989.
Od vzniku Obchodní burzy se obchodovalo formou futures. Jednalo se o komodity pšenice, žito a oves, mouka, olej, cukr, alkohol a kaučuk. Kolaps cen obilí v roce 1929 vedl k reformě v roce 1935, která vytvořila Compagnie des Commissionnaires, potvrzenou zákonem v roce 1950.
Po druhé světové válce se trhy futures postupně otevřely mezinárodnímu trhu a v dražbách se obchodovaly různé komodity jako bílý cukr, kakao, káva (společně s Le Havrem), brambory (s Tourcoingem), sójový šrot nebo řepka. Jednání postupně spravovaly a kontrolovaly Compagnie des Commissionnaires agréés, Banque centrale de compensation a Marché à terme international de France (MATIF). Obchodování s komoditami skončilo s elektronizací trhů futures v roce 1998. Pokračuje formou elektronického trhu v rámci Euronextu.
Budovu spravovala Pařížská obchodní a průmyslová komora, která nabízela zejména služby pro zakládání podniků, centrum obchodních formalit a četné podpůrné návrhy pro malé a střední podniky. V prostoru pod kupolí se pravidelně konaly výstavy. Příležitostně se využívá jako volební místnost pro 1. obvod. V únoru 1997 byly zahájeny restaurátorské práce na fresce o rozloze 1400 m2.
Dne 27. dubna 2016 sběratel umění François Pinault a pařížská radnice oznámili odchod obchodní komory z budovy a umístění části sbírek současného umění podnikatele, kterou spravuje Collection Pinault. Budovu burzy, která byla soukromým majetkem, koupilo v roce 2017 za 86 miliónů eur město Paříž, které poté pověřilo jejím řízením dceřinou společnost Artémis formou pronájmu na 50 let.
Architekty úprav se stali Tadao Andó, který pracoval na úpravách paláce Grassi a muzea Punta della Dogana, dvou benátských sídlech Pinaultovy sbírky; Pierre-Antoine Gatier, hlavní architekt historických památek; Lucie Niney a Thibault Marca, přidružení architekti; a skupina Setec za technickou oblast. Expozice byla otevřena 22. května 2021 a zahrnuje 3000 m2 výstavní plochy, restauraci ve 3. patře a suterénní prostor s 286 místy určený k pořádání představení, konferencí či promítání. Muzeum funguje v koordinaci se sbírkou Pinault Collection sídlící v Benátkách.
Tato přestavba proběhla v době, kdy čtvrť prochází významnou architektonickou a muzejní obnovou (La Canopée, Louvre des antiquaires, La Samaritaine, centrální pošta Louvre aj.).

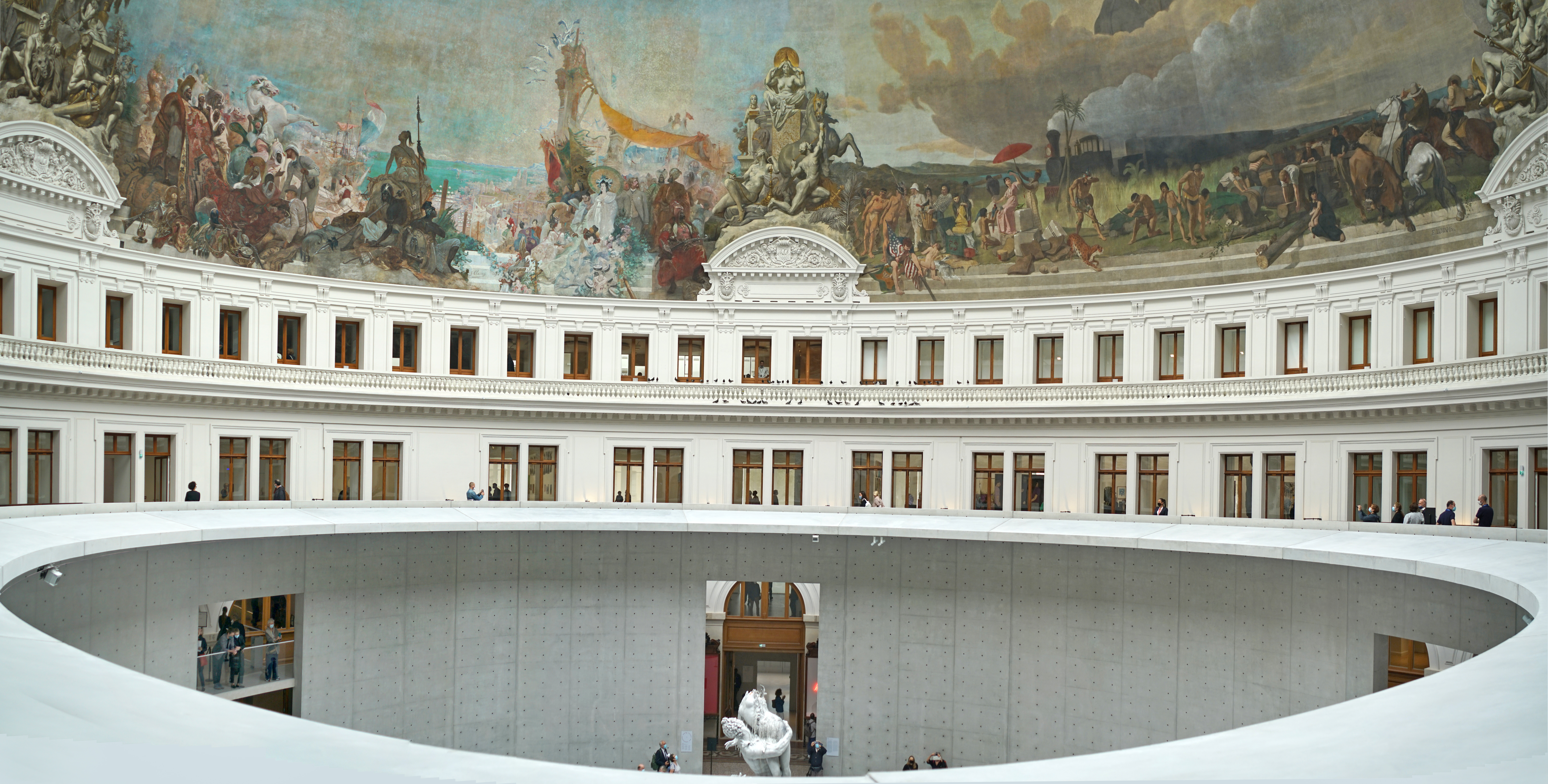
Freska a výstava sbírky Pinault Collection

## Architektura
Henri Blondel zachoval prstencovou konstrukci, kterou navrhl Le Camus de Mézières, a železnou kostru krovu od Bélangera.
Monumentální vchod se otevírá portikem, umístěným na západ od budovy směrem k rue du Colonel-Driant, zakončeným štítem neseným čtyřmi kanelovanými korintskými sloupy, na kterých stojí tři alegorické postavy, dílo sochaře Aristida Croisyho, představující město Paříž lemované hojností a obchodem.
Interiér zdobí freska umístěná ve spodní části kupole. Vznikla v letech 1886-1889 a představuje omluvu za mezinárodní obchod mezi pěti částmi světa v době, kdy byla ekonomika Francie byla částečně založena na obchodu s evropskými a severoamerickými mocnostmi a na kolonizaci Afriky a Indočíny. Je 140 metrů dlouhá a 10 vysoká. Jejími autory jsou Évariste-Vital Luminais (Amerika), Désiré François Laugée (Rusko a Sever), Victor Georges Clairin (Asie, Afrika) a Hippolyte Lucas (Evropa), přičemž tato panoramata jsou oddělena čtyřmi grisailles představujícími čtyři světové strany (autor Alexis-Joseph Mazerolle). Freska je ve stylu idealizovaného realismu příznačného pro tehdejší akademismus období Třetí republiky. Ve filmu Nedotýkej se bílé ženy Philippe Noiret o fresce říká: "Toto je naše vlastní Sixtinská kaple". Fresky restaurovala Alix Laveau v rámci přestavby v roce 2021.